# Ahmad al-Mansur
Ahmad I al-Mansur (en árabe: أحمد المنصور السعدي, también El-Mansour Eddahbi, en árabe: أحمد المنصور الذهبي, y Ahmed el-Mansour o Ahmed al Mansur; Fez, 1549 afueras de Fez, 25 de agosto de 1603) fue un sultán de la dinastía saadí, gobernante en el actual Marruecos desde 1578 hasta su muerte en 1603, el sexto y el más famoso de todos los gobernantes de los saadíes. Ahmad al-Mansur era una figura importante en Europa y África en el siglo XVI, su poderoso ejército y la ubicación estratégica hicieron de él alguien importante en la época del Renacimiento. Ha sido descrito como "un hombre de profundo conocimiento islámico, amante de los libros, la caligrafía y las matemáticas, además de ser un conocedor de textos místicos y amante de las discusiones académicas".

## Primeros años
Fue el quinto hijo de Mohammed ash-Sheikh, que fue el primer sultán saadí de Marruecos. Su madre era la conocida Lal-la Masuda. Tras el asesinato de su padre en 1557 y la siguiente lucha por el poder, los dos hermanos Ahmad al-Mansur y Abd al-Malik tuvieron que huir de su hermano mayor, Abdal-lah al-Ghalib (1557-1574), dejando Marruecos y permaneciendo en el extranjero hasta 1576. Los dos hermanos pasaron diecisiete años entre los otomanos, entre la regencia de Argel y Constantinopla, y se beneficiaron de la formación otomana y los contactos con la cultura otomana. En general, recibió una amplia educación en ciencias religiosas y seculares islámicas, que incluyen teología, derecho, poesía, gramática, lexicografía, exégesis, geometría, aritmética y álgebra, y astronomía.

## Batalla de los Tres Reyes
En 1578, en la batalla de Alcazarquivir o «batalla de los tres reyes» murió el hermano de Ahmad, el sultán Abd al-Malik, luchando contra el ejército portugués en Alcazarquivir ( Ksar el-Kébir en árabe). Ahmad fue nombrado sucesor de su hermano y comenzó su reinado en medio del prestigio de haber vencido a los portugueses.

## Mandato (1578-1603)
Al-Mansur empezó su reinado aprovechando su posición dominante con los vencidos portugueses durante las conversaciones de rescate de prisioneros, la recaudación de los cuales llenó las arcas reales marroquíes. Poco después, dio comienzo la construcción del gran símbolo arquitectónico de este nuevo nacimiento del poder marroquí y pertinencia: el gran palacio en Marrakech llamado al-Badi, o «lo maravilloso».
Finalmente las arcas empezaron a agotarse debido a los grandes gastos de apoyo a otros proyectos urbanos, militares, de amplios servicios de espionaje, el palacio, un estilo de vida real y una campaña de propaganda dirigida a la construcción de apoyo a su controvertida afirmación al Califato.

### Relaciones con Europa
La posición de Marruecos con los Estados cristianos todavía estaba en proceso de cambio. Para los españoles y los portugueses seguía siendo  visto como el infiel, pero al-Mansur sabía que la única manera de que su sultanato prosperara era continuar beneficiándose de las alianzas con las economías cristianas, para que Marruecos controlara los considerables recursos propios de oro. En consecuencia, al-Mansur se dedicó irresistiblemente al comercio del oro a través del Sahara con la esperanza de resolver el déficit económico de Marruecos con Europa.
Ahmad al-Mansur desarrolló relaciones de amistad con Inglaterra, con vistas a una alianza anglo-marroquí. En 1600 envió a su secretario Abd el-Ouahed ben Messaoud como embajador del Estado de Berbería a la corte de la reina Isabel I de Inglaterra para negociar una alianza contra España. Ahmad al-Mansur también escribió acerca de reconquistar al-Ándalus para que los cristianos españoles retornaran al islam. En una carta del 1 de mayo de 1601, manifestaba que él también tenía ambiciones para colonizar el Nuevo Mundo con los marroquíes. Él visionó que el islam prevalecería en las Américas y el Mahdi sería proclamado desde los dos lados de los océanos.
Ahmad al-Mansur tenía médicos franceses en su corte. Arnoult de Lisle fue médico del sultán entre 1588 y 1598. Luego fue sucedido por Étienne Hubert d'Orléans entre 1598 y 1600. Ambos regresaron a su vez a Francia, para convertirse en profesores de árabe en el Collège de France, y continuó con los esfuerzos diplomáticos.

### Campaña songhai

África Occidental después de la invasión marroquí.

El Imperio songhai era un Estado africano occidental centrado en el este de Malí. Desde principios del siglo XV hasta el final del XVI, fue uno de los más grandes imperios africanos, uno de los mayores de la historia del continente. El 16 de octubre de 1590, Ahmad se aprovechó de la reciente guerra civil en el imperio y envió un ejército de cuatro mil hombres a través del desierto del Sahara, al mando del español Yuder Pachá. Aunque los Songhai se enfrentaron con ellos en la batalla de Tondibi con una fuerza de cuarenta mil soldados, carecían de armas de pólvora y huyeron rápidamente. Ahmad avanzó y saqueó las ciudades songhai de Tombuctú y Djenné, así como la capital de Gao. A pesar de estos éxitos iniciales, la logística necesaria para controlar un territorio al otro lado del Sahara pronto se volvió demasiado difícil, y los saadíes perdieron el dominio de las ciudades no mucho después de 1620.

## Legado
Murió de peste en 1603 y fue sucedido por Zidan Abu Maali, que tenía su sede en Marrakech, y por Fares Abu Abdal-lah, quien se asentó en Fez y sólo tenía el poder local. Fue enterrado en el mausoleo de las Tumbas Saadíes en Marrakech. En esa ciudad también está el Palacio El Badi. Escritores conocidos de su corte eran Ahmed Mohamed al-Maqqari, Abd al-Aziz al-Fishtali, Ahmad ibn al-Qadi y al-Masfiwi.
A través de la diplomacia astuta y magistral, al-Mansur resistió las demandas del sultán otomano, para preservar la independencia de Marruecos. Al jugar con europeos y otomanos y enfrentarlos entre sí al-Mansur sobresalió en el arte del equilibrio diplomático. Finalmente, sin embargo, repitió el sempiterno error, gastó mucho más de lo que recaudaba. Para solucionar el problema, al igual que otros muchos, intentó ampliar sus explotaciones mediante la conquista. Y, aunque inicialmente tuvo éxito en su campaña militar contra el Imperio songhai, los marroquíes encontraron cada vez más difícil mantener el control sobre las poblaciones locales conquistadas con el paso del tiempo. Mientras tanto, como los marroquíes siguieron luchando en el Songhai, su poder y prestigio en la escena mundial se redujo de manera significativa.